# Milešovice
Milešovice (in tedesco Mileschowitz) è un comune della Repubblica Ceca facente parte del distretto di Vyškov, in Moravia Meridionale.